# سرنگونی (کتاب)
سرنگونی: قرن تغییر رژیم آمریکا از هاوایی تا عراق کتابی است که در سال ۲۰۰۶ توسط «نیویورک تایمز» خبرنگار خارجی و نویسنده استیون کینزر درباره دخالت ایالات متحده آمریکا در سرنگونی دولت‌های خارجی از اواخر قرن نوزدهم تا به امروز منتشر شد. به گفته کینزر، اولین نمونه از این دست، سرنگونی پادشاهی جزایر هاوایی در سال ۱۸۹۳ و حمله به عراق به رهبری آمریکا در سال ۲۰۰۳ بود. نمونه‌های او شامل تاریخچه‌های کوتاهی از کودتاهای مورد حمایت یا تشویق ایالات متحده آمریکا در هاوایی، کوبا، پورتوریکو، فیلیپین، نیکاراگوئه، هندوراس، ایران، گواتمالا، ویتنام جنوبی، شیلی، گرانادا، پاناما، افغانستان و عراق است.
برخی از مثال‌های استفاده شده در کتاب به حمایت آمریکا از شورشیان محلی علیه دولت‌های ملی موجود اشاره دارد که منجر به تغییر قدرت شد. به عنوان مثال، در سال ۱۸۹۸، ایالات متحده با حمایت از شورشیان محلی که از قبل با دولت خود می‌جنگیدند، به سرنگونی دولت کوبا کمک کرد. در شرایط دیگر، مانند ایران، گواتمالا و شیلی، کینزر استدلال می‌کند که ایالات متحده تغییر رژیم را آغاز، برنامه‌ریزی و هماهنگ کرد.
این کتاب در مورد مواردی مانند چگونگی تصمیم ایالات متحده در اولین کودتای واقعی خود برای برکناری رئیس جمهور نیکاراگوئه زلایا از قدرت، علی‌رغم اعتراضات مقاماتی مانند فینگان کورتنی، سفیر ایالات متحده در نیکاراگوئه، به دلیل اینکه آنها قدرت کانال را می‌خواستند، صحبت می‌کند. همچنین می‌گوید که ایالات متحده پانامایی‌ها را برای استقلال از کلمبیا فریب داد تا بتوانند زمین برای ساخت کانال پاناما داشته باشند و کلمبیا این زمین را به آنها نداد.

## نقدها
پابلیشرز ویکلی نوشت که کینزر «به طور قانع‌کننده‌ای نشان می‌دهد که مداخله ایالات متحده، سیاست جهانی را بی‌ثبات می‌کند و اغلب کشورها را در وضعیت بدتری نسبت به قبل قرار می‌دهد.»
کیرکوس ریویو آن را «کتابی هوشیارکننده و غم‌انگیز» نامید.

## پیوندهای خارجی
- Overthrow در Archive.org
- وب‌سایت رسمی کتاب از هنری هولت (لینک مرده)
- "شواهد تجربی"، در WNYC نمایش برایان لرر، 26 آوریل 2006
- "نویسنده کینزر چارتز 'قرن تغییر رژیم'"، در NPR's هوای تازه، 5 آوریل 2006
- "بخش 1: سرنگونی: قرن تغییر رژیم آمریکا از هاوایی تا عراق"، در دموکراسی اکنون!، 21 آوریل 2006 (ویدئو، صدا و متن چاپی)
- "بخش 2: سرنگونی: قرن تغییر رژیم آمریکا از هاوایی تا عراق"، در دموکراسی اکنون! 8 مه 2006 (ویدئو، صدا و متن چاپی)
- مصاحبه استیون کینزر در مجله گرنیکا
- مصاحبه با استیون کینزر درباره سرنگونی
- مصاحبه با استیون کینزر به میزبانی شورای امور جهانی کالیفرنیای شمالی
- ارائه کینزر درباره سرنگونی، 10 آوریل 2006، سی-اسپن
- ارائه کینزر در مورد «سرنگونی»، ۴ ژوئن ۲۰۰۶، سی-اسپن